# Leichtathletik-Europameisterschaften 1998/Stabhochsprung der Männer

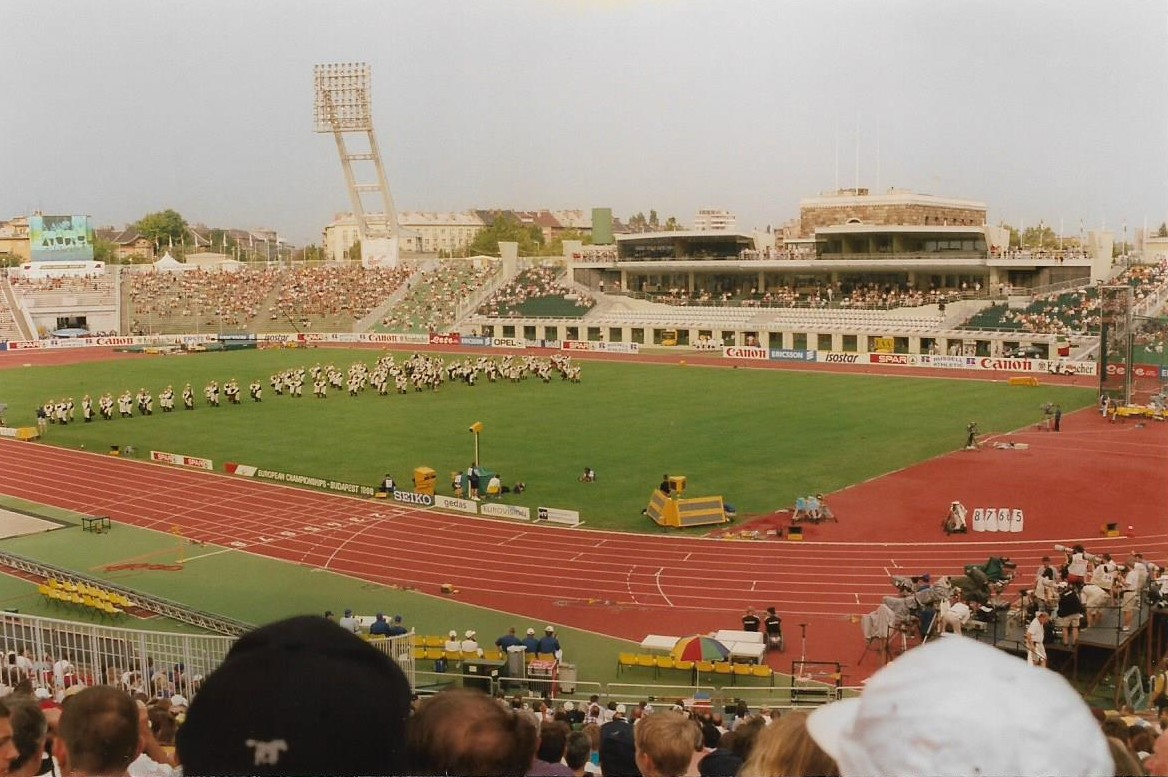
Das Népstadion von Budapest im Jahr 1998

Der Stabhochsprung der Männer bei den Leichtathletik-Europameisterschaften 1998 wurde am 19. und 22. August 1998 im Népstadion der ungarischen Hauptstadt Budapest ausgetragen.
Es siegte der Vizeweltmeister von 1995 und 1997 Maxim Tarassow aus Russland. Vizeeuropameister wurde der Deutsche Tim Lobinger. Bronze ging an den französischen Olympiasieger von 1996, WM-Dritten von 1995 und EM-Dritten von 1994 Jean Galfione.

## Bestehende Rekorde
| Weltrekord           | 6,14 m | Serhij Bubka     | Sestriere, Italien    | 31. Juli 1994   |
| Europarekord         | 6,14 m | Serhij Bubka     | Sestriere, Italien    | 31. Juli 1994   |
| Meisterschaftsrekord | 6,00 m | Rodion Gataullin | EM Helsinki, Finnland | 12. August 1994 |

Der bestehende EM-Rekord wurde bei diesen Europameisterschaften nicht erreicht. Die größte Weite erzielte der russische Europameister Maxim Tarassow und der deutsche Vizeeuropameister Tim Lobinger im Finale mit jeweils im ersten Versuch erbrachten 5,81 m, womit sie neunzehn Zentimeter unter dem Rekord blieben. Zum Welt- und Europarekord fehlten ihnen 33 Zentimeter.

## Legende
Kurze Übersicht zur Bedeutung der Symbolik – so üblicherweise auch in sonstigen Veröffentlichungen verwendet:
| NM  | keine Höhe (no mark)  |
| ogV | ohne gültigen Versuch |
| –   | verzichtet            |
| o   | übersprungen          |
| x   | ungültig              |

## Qualifikation
19. August 1998
25 Teilnehmer traten in zwei Gruppen zur Qualifikationsrunde an. Die Qualifikationshöhe für den direkten Finaleinzug betrug 5,70 m. Nachdem fünf Stabhochspringer 5,45 m und weitere acht 5,45 m übersprungen hatten, hätte es keinen Sinn gemacht, diese Qualifikation weiter fortzusetzen. Das hätte nicht dazu geführt, den einen von diesen dreizehn Athleten zu finden, der nicht am Finale hätte teilnehmen dürfen – vorgesehen für eine Finalteilnahme sind eigentlich zwölf Sportler. So bestritten alle dreizehn Stabhochspringer, die mindestens 5,45 m gemeistert hatten (hellgrün unterlegt), drei Tage später das Finale.

### Gruppe A

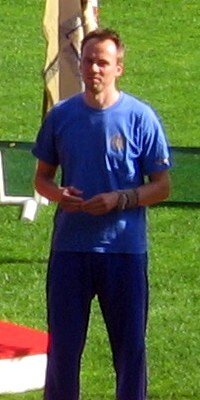
Mit seinen 5,30 m schied Vesa Rantanen in der Qualifikation aus
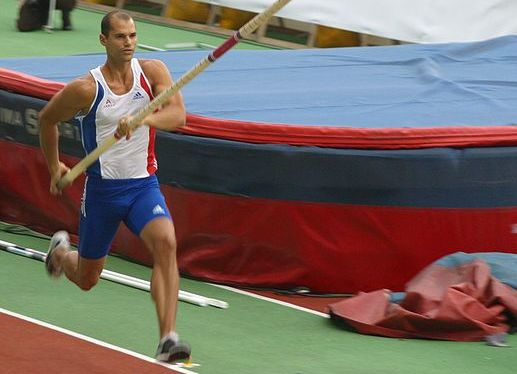
Romain Mesnils Zeit kam in späteren Jahren – hier hatte er keinen gültigen Versuch

| Platz | Name                 | Nation      | Höhe (m) |
| ----- | -------------------- | ----------- | -------- |
| 1     | Jean Galfione        | Frankreich  | 5,60     |
| 2     | Tim Lobinger         | Deutschland | 5,60     |
| 3     | Wjacheslaw Schutejew | Ukraine     | 5,60     |
| 4     | Christian Tamminga   | Niederlande | 5,45     |
| 5     | Krzysztof Kusiak     | Polen       | 5,30     |
| 6     | Trond Barthel        | Norwegen    | 5,30     |
| 6     | Patrik Stenlund      | Schweden    | 5,30     |
| 8     | Vesa Rantanen        | Finnland    | 5,30     |
| 9     | Jewgeni Smirjagin    | Russland    | 5,30     |
| 9     | Martin Voss          | Dänemark    | 5,30     |
| 11    | Piotr Buciarski      | Dänemark    | 5,30     |
| NM    | Romain Mesnil        | Frankreich  | ogV      |
| NM    | Nuno Fernandes       | Portugal    | ogV      |

### Gruppe B
| Platz | Name                | Nation         | Höhe (m) |
| ----- | ------------------- | -------------- | -------- |
| 1     | Maxim Tarassow      | Russland       | 5,60     |
| 1     | Danny Ecker         | Deutschland    | 5,60     |
| 3     | Laurens Looije      | Niederlande    | 5,60     |
| 4     | Andrei Tivontschik  | Deutschland    | 5,60     |
| 5     | Khalid Lachheb      | Frankreich     | 5,60     |
| 6     | Patrik Kristiansson | Schweden       | 5,45     |
| 7     | Heikki Vääräniemi   | Finnland       | 5,45     |
| 8     | Pawel Burlatschenko | Russland       | 5,45     |
| 8     | Jure Rovan          | Slowenien      | 5,45     |
| 10    | Nick Buckfield      | Großbritannien | 5,30     |
| 10    | Martin Eriksson     | Schweden       | 5,30     |
| NM    | Danny Krasnov       | Israel         | ogV      |

## Finale

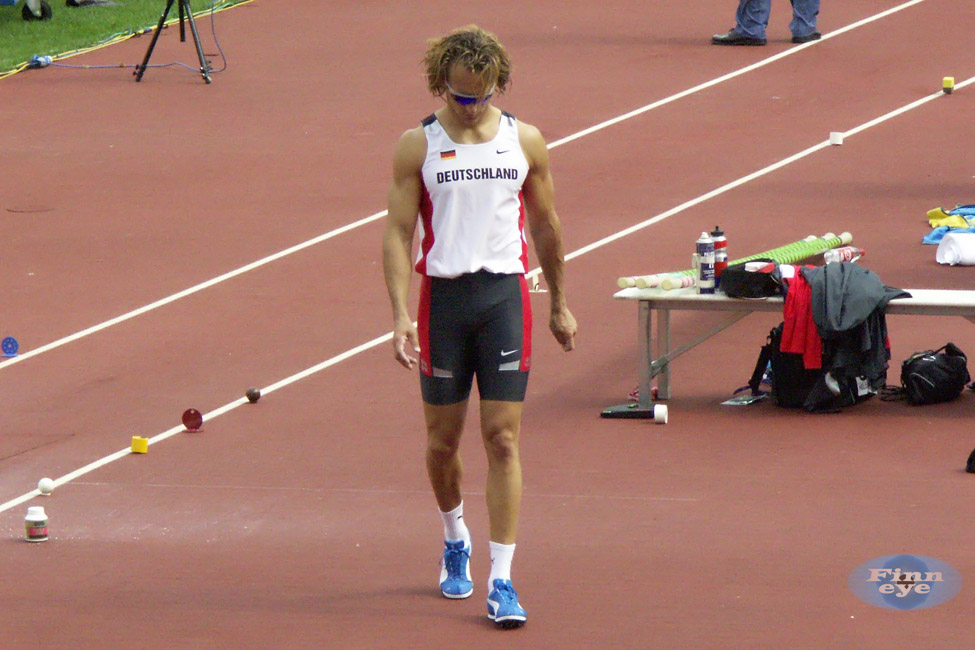
Vizeeuropameister Tim Lobinger

22. August 1998
| Platz | Name                 | Nation      | Resultat (m) | 5,40 m | 5,50 m | 5,60 m | 5,70 m | 5,76 m | 5,81 m | 5,86 m | 6,01 m |
| 1     | Maxim Tarassow       | Russland    | 5,81         | –      | –      | –      | o      | –      | o      | –      | xxx    |
| 2     | Tim Lobinger         | Deutschland | 5,81         | –      | o      | xo     | o      | xx–    | o      | xxx    |        |
| 3     | Jean Galfione        | Frankreich  | 5,76         | –      | –      | o      | –      | o      | –      | xxx    |        |
| 4     | Danny Ecker          | Deutschland | 5,76         | –      | xo     | –      | o      | xo     | x–     | xx     |        |
| 5     | Khalid Lachheb       | Frankreich  | 5,60         | xxo    | –      | o      | xxx    |        |        |        |        |
| 6     | Andrei Tivontschik   | Deutschland | 5,50         | –      | o      | –      | xxx    |        |        |        |        |
| 7     | Pawel Burlatschenko  | Russland    | 5,50         | xxo    | o      | xxx    |        |        |        |        |        |
| 8     | Heikki Vääräniemi    | Finnland    | 5,50         | xo     | xo     | xxx    |        |        |        |        |        |
| 9     | Jure Rovan           | Slowenien   | 5,50         | xo     | xxo    | xxx    |        |        |        |        |        |
| 10    | Laurens Looije       | Niederlande | 5,40         | o      | –      | xxx    |        |        |        |        |        |
| 11    | Christian Tamminga   | Niederlande | 5,40         | xo     | –      | xxx    |        |        |        |        |        |
| NM    | Patrik Kristiansson  | Schweden    | ogV          | xxx    |        |        |        |        |        |        |        |
| NM    | Wjacheslaw Schutejew | Ukraine     | ogV          | xxx    |        |        |        |        |        |        |        |

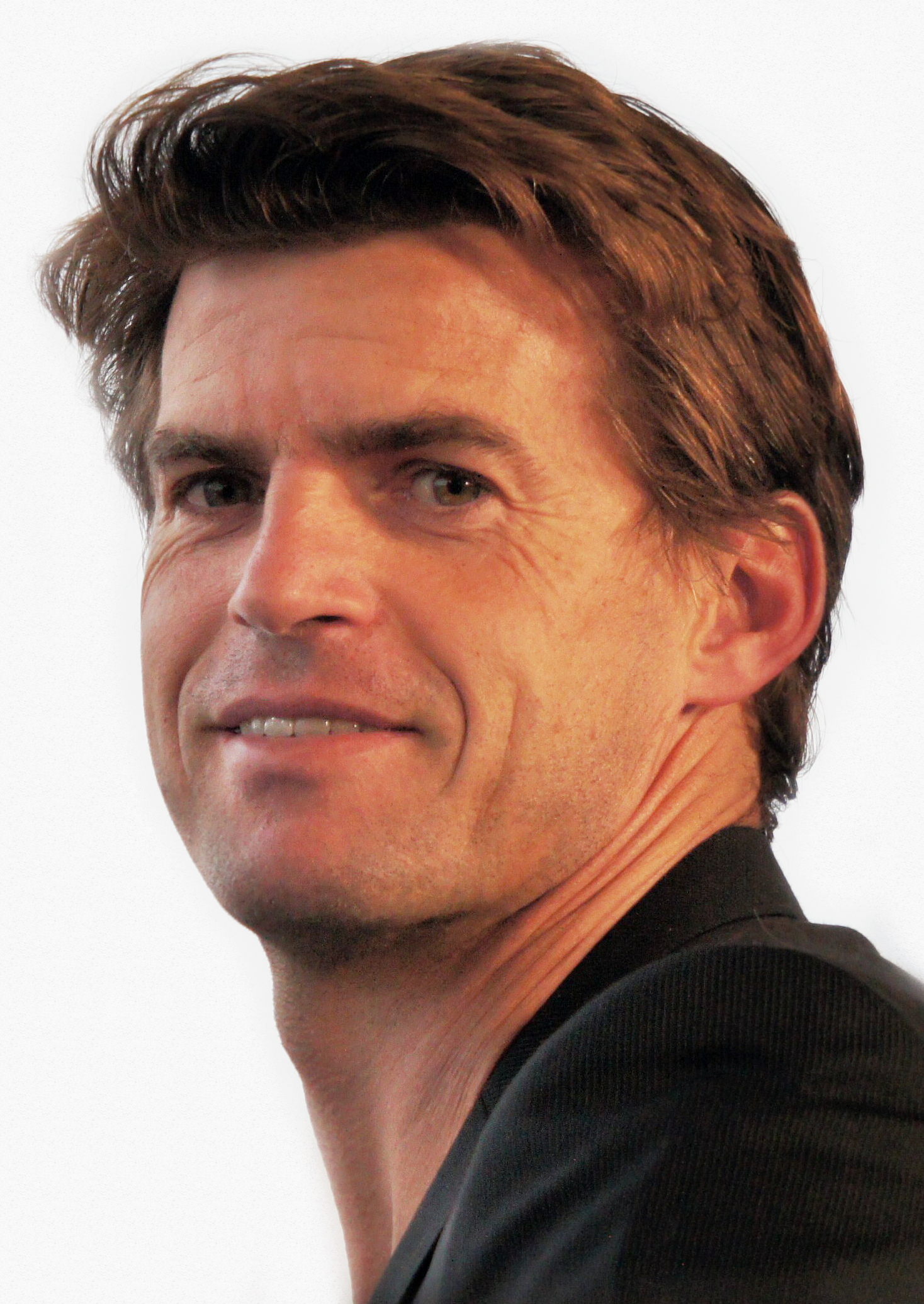
Der Olympiasieger von 1996 und WM-Dritte von 1995 Jean Galfione errang wie 1994 Bronze
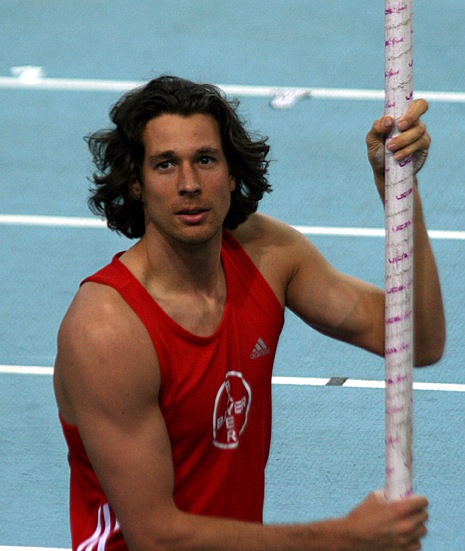
Danny Ecker kam auf den vierten Platz
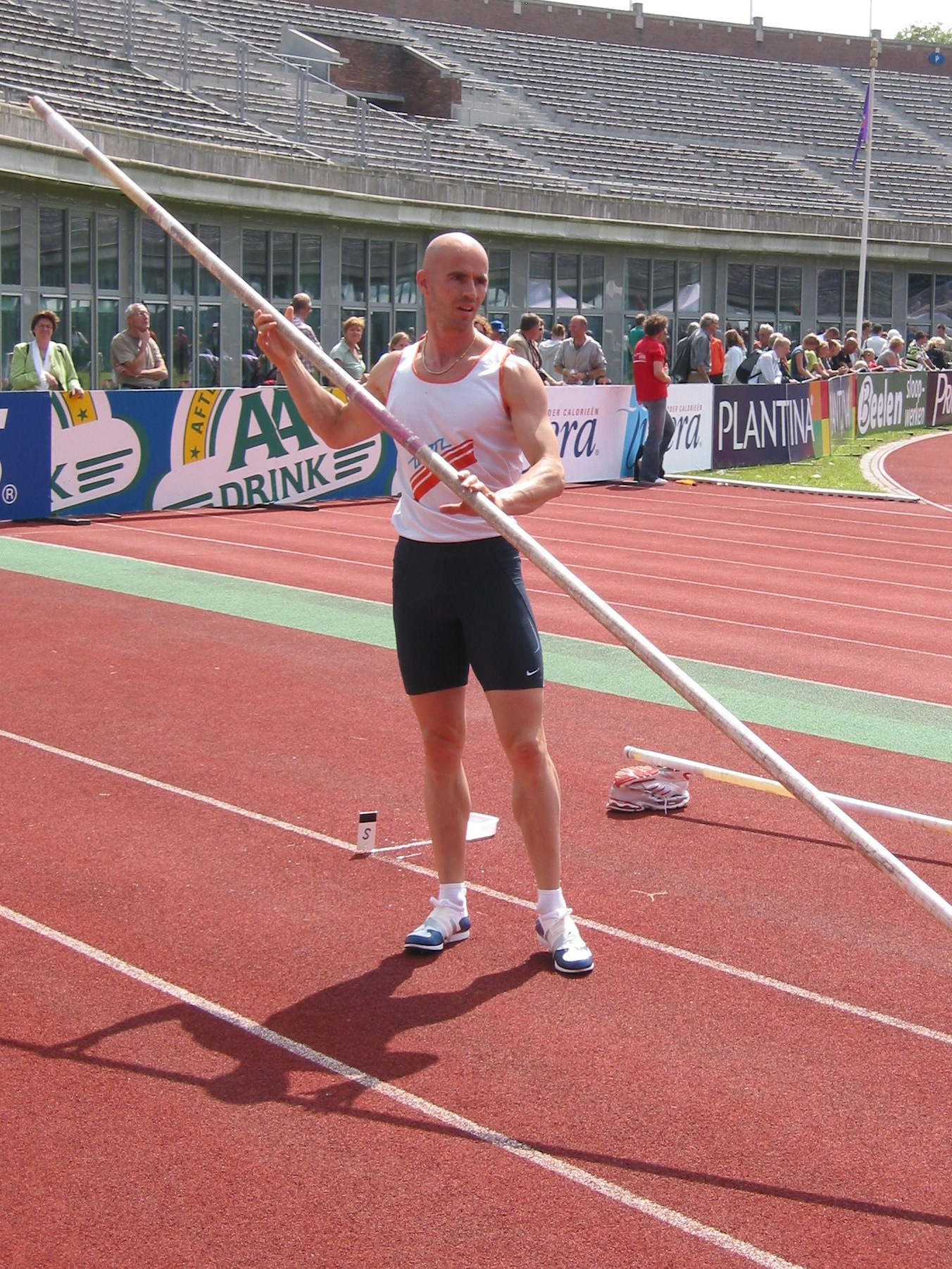
Laurens Looije wurde Zehnter in diesem Finale
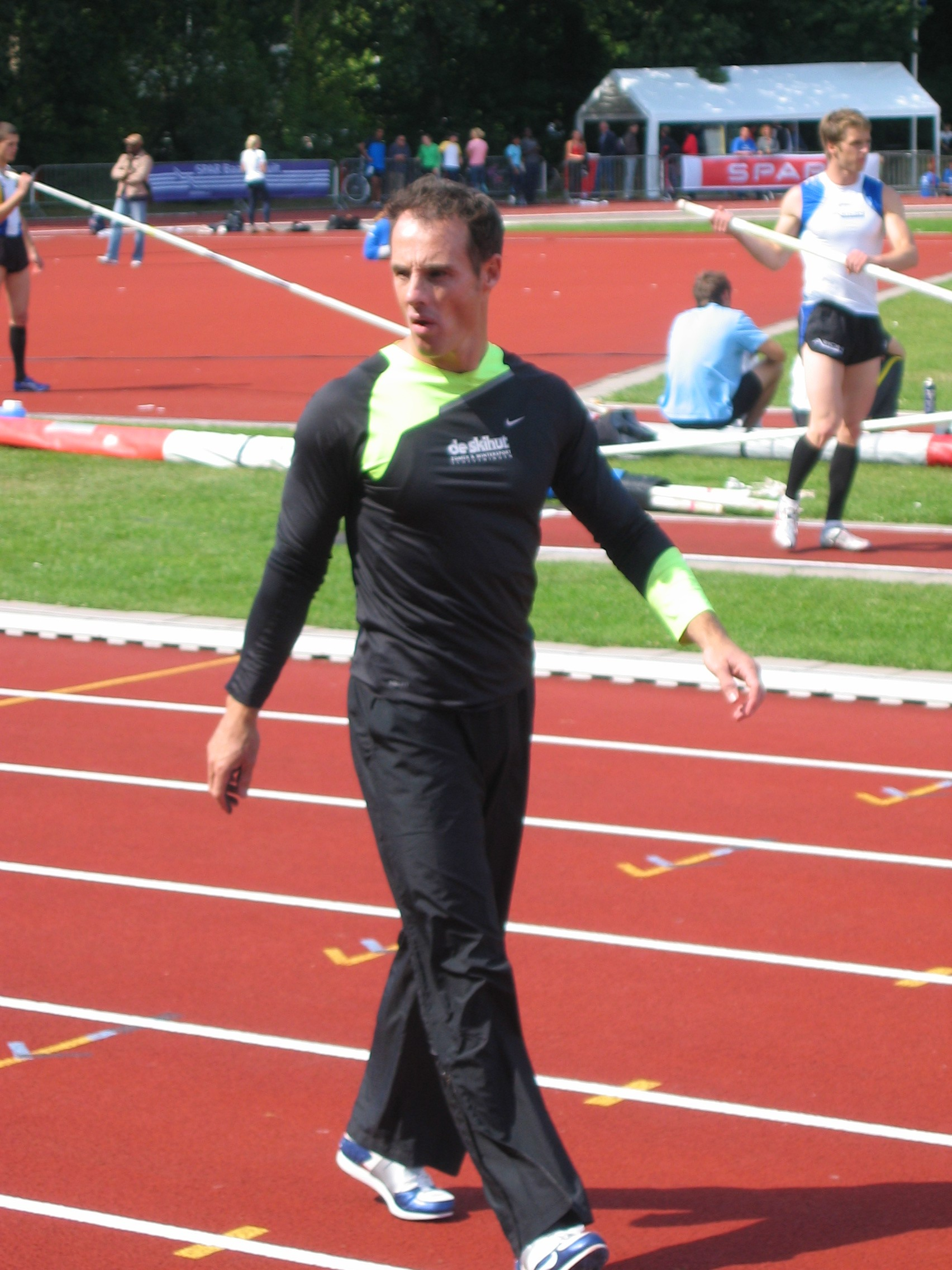
Christian Tamminga erreichte Platz elf